# Natalia Kratchkovskaïa
Pour les articles homonymes, voir Kratchkovskaïa.
Natalia Leonidovna Kratchkovskaïa (en russe : Ната́лья Леони́довна Крачко́вская), née Natalia Leonidovna Belogortseva le 24 novembre 1938 à Moscou et morte le 3 mars 2016 dans cette ville, est une actrice soviétique et russe. Elle est distinguée artiste émérite de la RSFS de Russie en 1998.

## Biographie
Maria Fomina, la mère de Natalia Kratchkovskaïa, était actrice au théâtre Pouchkine de Moscou. La jeune Natalia côtoie très tôt le monde du spectacle et rêve donc d'embrasser la carrière d'actrice. Elle passe le concours d'entrée de l'Institut national de la cinématographie, mais ne peut poursuivre ses études, ayant perdu temporairement la vue après avoir été fauchée par une voiture. À la fin des années 1950, elle commence à faire de la figuration au cinéma, puis obtient un petit rôle dans le film Tout commence par une route (1959). Elle se fait ensuite remarquer dans le film de Vladimir Bassov Lutte en chemin (1961).
De 1961 à 1967, Kratchkovskaïa travaille au laboratoire de l'Institut de la métallurgie de l'URSS, puis, au département de la géologie de l'université d'État de Moscou.
Elle fait connaissance de Leonid Gaïdaï qui lui donne le rôle de Madame Gritsatsoueva dans son film Douze chaises en 1971. Ce rôle marque le tournant dans sa carrière, faisant d'elle une actrice de premier plan dans les comédies soviétiques. Elle joue aussi dans des séries humoristiques pour enfants. Kratchkovskaïa compte plus de cent rôles à son actif. En 1998, elle devient actrice émérite de la fédération de Russie..

## Décès
Le 28 février 2016, Natalia Kratchkovskaïa est hospitalisée avec un infarctus du myocarde au service de réanimation de l'hôpital Nikolaï Pirogov de Moscou. Son état est estimé très grave. Elle y décède le 3 mars 2016. Le président de Russie Vladimir Poutine exprimera ses condoléances à la famille de l'artiste. Natalia Kratchkovskaïa est enterrée au cimetière Troïekourovskoïe.

## Filmographie partielle
- 1960 : Normandie-Niémen de Jean Dréville et Damir Viatitch-Berejnykh
- 1971 : Les Douze Chaises (12 стульев) de Leonid Gaïdaï
- 1973 : Ivan Vassilievitch change de profession (Иван Васильевич меняет профессию) de Leonid Gaïdaï
- 1974 : L'Obier rouge (Калина красная) de Vassili Choukchine
- 1975 : C'est impossible (Не может быть!) de Leonid Gaïdaï : cliente de magasin (épisode Crime et châtiment)
- 1976 : Deux capitaines (Два капитана) d'Evgueni Karelov
- 1976 : Le Rock du Méchant Loup (Мама, Mama) d'Elisabeta Bostan : l'ourse
- 1979 : Il ne faut jamais changer le lieu d'un rendez-vous (Место встречи изменить нельзя) de Stanislav Govoroukhine
- 1979 : Sueta suet : Varvara
- 1982 : La Porte Pokrovski (Покровские ворота) de Mikhaïl Kozakov
- 1984 : Et la vie, et les larmes, et l’amour... (И жизнь, и слезы, и любовь...) de Nikolaï Goubenko : Macha
- 1987 : L'Homme du boulevard des Capucines (Человек с бульвара Капуцинов) d'Alla Sourikova
- 1994 : Le Maître et Marguerite (Мастер и Маргарита) de Iouri Kara